# Общежитие института инженеров водного транспорта с кинотеатром «Рекорд»
Общежитие института инженеров водного транспорта с кинотеатром «Рекорд» — памятник градостроительства и архитектуры регионального значения в историческом центре Нижнего Новгорода. Построен в 1934—1938 годах, по проекту, выполненному в мастерской горьковского архитектора А. А. Яковлева (1879—1951). 
Дом расположен в месте пересечения улицы Пискунова и Алексеевской и вместе с «Чернопрудским небоскрёбом», расположенным напротив, фланкирует выход улицы Алексеевской к улице Пискунова. Является ярким образцом нижегородского постконструктивизма.

## История
История здания связана с появлением в Нижнем Новгороде кинематографа. В начале XX века в России стали появляться стационарные «электротеатры». В городе первый кинотеатр «Бразилия» (с 1901 года — «Бразильский») был открыт на Нижегородской ярмарке. В 1910 году кинотеатр переехал в деревянное здание купца Павла Сметанина на Осыпной улице (сегодня — улица Пискунова), а с 1914 года был переименован в кинотеатр «Рекорд».  
В советский период кинотеатр продолжал работу в старом доме, а в 1934 году на его месте горьковским архитектором А. А. Яковлевым был разработан проект нового здания общежития Института инженеров водного транспорта. Здание было изначально запроектировано многофункциональным: включало в себя общежитие на четырёх верхних этажах, столовую, кинотеатр и ряд обслуживающих помещений, занимающих два нижних этажа. Помещение кинотеатра было запроектировано двухсветным. Здание было построено к 1938 году, под надзором автора проекта.
После строительства, здание несколько раз пытались реконструировать. В конце 1950-х — начале 1960-х годов были изменены вестибюли и фойе: заложены выходы из зрительного зала во входной вестибюль, ликвидирована винтовая лестница в кинопроекционную, выстроен пристрой со стороны двора. В начале 2000-х годов пристрой надстроен вторым этажом, где разместили гардероб, санузлы и малый зал. Был ликвидирован исторический паркет, заменённый на линолеум, утрачены интерьеры исторического зрительного зала кинотеатра.
В настоящее время здание сохраняет своё первоначальное функциональное назначение — используется как кинотеатр и выставочный зал культурного центра «Рекорд».

## Архитектура
Здание является примером архитектуры нижегородского постконструктивизма, с характерным смешением форм и элементов конструктивизма и классицизма. Концепция архитектурных форм и обработки фасадов была разработан самим А. А. Яковлевым, который придал облику здания некоторые классицистические черты: ярко выраженные вертикальные членения и классицистические детали в виде барельефов. Фасад центрального полукруглого объёма декорирован каннелированными полуколоннами на высоту в три этажа. Фасад по улице Алексеевской имеет ярко выраженный стилобат, выше которого расположены плоские пилястры.
Здание отличает логичная и функциональная планировка. Вход в кинотеатр располагался в угловой части. Через три дубовые двери зрители попадали в круглый двухуровневый вестибюль, из которого проходили в фойе, из которого можно было попасть непосредственно в зрительский зал, либо подняться в кафе, куда вела парадная лестница.